# CYP2C8
CYP2C8 (англ. Cytochrome P450 family 2 subfamily C member 8) – білок, який кодується однойменним геном, розташованим у людей на короткому плечі 10-ї хромосоми. Довжина поліпептидного ланцюга білка становить 490 амінокислот, а молекулярна маса — 55 825.
| 10         |  | 20         |  | 30         |  | 40         |  | 50         |
| ---------- |  | ---------- |  | ---------- |  | ---------- |  | ---------- |
| MEPFVVLVLC |  | LSFMLLFSLW |  | RQSCRRRKLP |  | PGPTPLPIIG |  | NMLQIDVKDI |
| CKSFTNFSKV |  | YGPVFTVYFG |  | MNPIVVFHGY |  | EAVKEALIDN |  | GEEFSGRGNS |
| PISQRITKGL |  | GIISSNGKRW |  | KEIRRFSLTT |  | LRNFGMGKRS |  | IEDRVQEEAH |
| CLVEELRKTK |  | ASPCDPTFIL |  | GCAPCNVICS |  | VVFQKRFDYK |  | DQNFLTLMKR |
| FNENFRILNS |  | PWIQVCNNFP |  | LLIDCFPGTH |  | NKVLKNVALT |  | RSYIREKVKE |
| HQASLDVNNP |  | RDFIDCFLIK |  | MEQEKDNQKS |  | EFNIENLVGT |  | VADLFVAGTE |
| TTSTTLRYGL |  | LLLLKHPEVT |  | AKVQEEIDHV |  | IGRHRSPCMQ |  | DRSHMPYTDA |
| VVHEIQRYSD |  | LVPTGVPHAV |  | TTDTKFRNYL |  | IPKGTTIMAL |  | LTSVLHDDKE |
| FPNPNIFDPG |  | HFLDKNGNFK |  | KSDYFMPFSA |  | GKRICAGEGL |  | ARMELFLFLT |
| TILQNFNLKS |  | VDDLKNLNTT |  | AVTKGIVSLP |  | PSYQICFIPV |  |            |

A: Аланін

C: Цистеїн

D: Аспарагінова кислота

E: Глутамінова кислота

F: Фенілаланін

G: Гліцин

H: Гістидин

I: Ізолейцин

K: Лізин

L: Лейцин

M: Метіонін

N: Аспарагін

P: Пролін

Q: Глутамін

R: Аргінін

S: Серин

T: Треонін

V: Валін

W: Триптофан

Кодований геном білок за функціями належить до оксидоредуктаз, фосфопротеїнів. 
Задіяний у таких біологічних процесах, як ацетилювання, альтернативний сплайсинг. 
Білок має сайт для зв'язування з іонами металів, іоном заліза, гемом. 
Локалізований у мембрані, ендоплазматичному ретикулумі, мікросомах.